# Böhmische Nordbahn

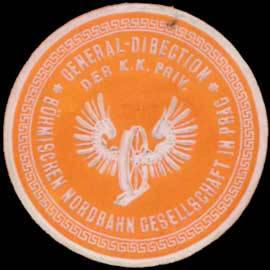
Böhmische Nordbahn pecsétje

A cs. kir. szabad Cseh Északi Vasút (németül: Böhmische Nordbahn) egy magánvasút-társaság volt a mai Cseh Köztársaság területén az Osztrák-Magyar Monarchiában. A társaság vonalai Észak-Csehországban Prága Bodenbach Turnau és Rumburg között voltak. A társaság központja Prágában volt.

## Története
1865. október 6-án egy befektetői csoport koncessziós kapott „Böhmische Nordbahn“ néven egy vasút megépítésére és üzemeltetésére. A koncesszió tartalma, „egy gőzüzemű vasút megépítése a k.k. priv. Turnau-Kralupp-Prager Eisenbahn valamint Jungbunzlaun és Backofenen át Böhmisch Leipa Rumburg-ig esetleges folytatással Löbau felé kapcsolatot a szász vasúttal – és egy hasonló pályát Bensenen át Bodenbachig összeköttetést az Elbához Decinbe csatlakozva a k.k. priv. Nördliche Staatsbanhoz és továbbá Warndofig lehetséges folytatást Zittau felé szintén kapcsolatot a szász vasúttal” Ezen túlmenően még koncessziót biztosít egy vonal megépítésére Polzental, Böhmisch Leipa és Bensen között. Amennyiben a Aussig–Böhmisch Leipa–Liebenau szakasz a koncessziós idő alatt (1865. november 16-ig szólt a koncesszió a koncessziós köteles az államnak átadni „az ipar fejlődésének érdekében”

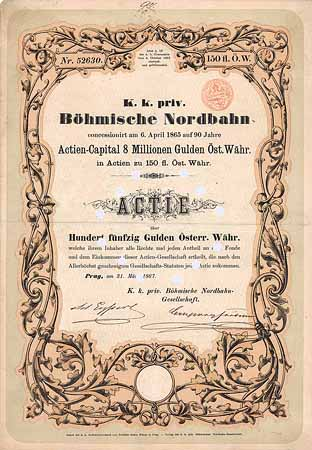
„Részvény“ 150 Gulden 1867-ból

A koncessziós pályák építését el kellett kezdeni 1867-ben, és 1870-ben üzembe kellett állítani. Része volt a koncessziónak egy második vágány megépítése is, "ha a vasút nyers éves hozama osztrák mérföldenként két egymást követő évben a 180.000 guldent meghaladja" A koncessziós időszakot a megnyitást követően 90 évre állapították meg
A német háborús hatások következtében 1866-ban Ausztria és Poroszország között a pályaépítés lassan haladt. Egyes szakaszok sürgősségi munkaként épültek. 1867-ben megnyílt a (Bakow-Česká Lípa) szakasz, 1869 (Bodenbach–Warnsdorf, Böhmisch Leipa–Rumburg, Bensen–Böhmisch Leipa) szakaszok.
A Böhmische Nordbahn-Gesellschaft megalapították 1867. március 31-én mint a k. k. szabad részvénytársaság 8 millió forintos jegyzett alaptőkével. Kibocsájtva összesen 53.333 részvény 150 forint névértéken.
Ezt követően a Böhmische Nordbahn megpróbálta bővíti vonalhálózatát északra Poroszország felé. 1870-ben ehhez kapcsolódva készült el az osztrák Északnyugati Vasút (Österreichischen Nordwestbahn, ÖNWB) Bécs-Jungbunzlau vonala ami akkor a legrövidebb vasúti összeköttetést biztosította Berlinben és Bécs között. A terv megvalósításához 1870-ben, mindössze 70 km hosszú szakasz hiányzott Rumburg és Spremberg között Bautzennen át. A koncessziót "vasútvonal Rumburg-Schluckenau, folytatási lehetőséggel Bautzen irányba" 1871. július 17-én kapta meg a Böhmische Nordbahn.

## A vasút vonalai
Fővonalak
- Bakow–Böhmisch Leipa (*1867)
- Böhmisch Leipa–Rumburg (*1869)
- Bodenbach–Tannenberg mit Schleppbahn zum Elbhafen Tetschen (*1869)
- Teichstatt–Warnsdorf (*1869)
- Bensen–Böhmisch Leipa (*1869)
- Rumburg–Georgswalde/Ebersbach (*1873)
- Rumburg–Schluckenau (*1873)
- Schluckenau–Nixdorf (*1884)
- Prag–Turnau (1883 von TKPE)
- Kralupp–Neratowitz (1883 von TKPE)

Helyi Érdekű Vonalak
- Böhmisch Kamnitz–Steinschönau (1886*)
- Kuttenthal–Unter Cetno (*1897; Umbau aus Anschlussbahn[3])
- Nixdorf–Reichsgrenze nächst Niedereinsiedel (*1904/1905)
- Röhrsdorf–Deutsch Gabel (*1905)

### Szerződés alapján üzemeltetett vonalak
- Mscheno–Unter Cetno HÉV (*1897)
- Böhmisch Leipa–Steinschönau HÉV (*1903)

## A vasút mozdonyai
| A Böhmischen Nordbahn mozdonyai | A Böhmischen Nordbahn mozdonyai | A Böhmischen Nordbahn mozdonyai | A Böhmischen Nordbahn mozdonyai | A Böhmischen Nordbahn mozdonyai | A Böhmischen Nordbahn mozdonyai | A Böhmischen Nordbahn mozdonyai | A Böhmischen Nordbahn mozdonyai | A Böhmischen Nordbahn mozdonyai |
| ------------------------------- | ------------------------------- | ------------------------------- | ------------------------------- | ------------------------------- | ------------------------------- | ------------------------------- | ------------------------------- | ------------------------------- |
| Sorozat                         | BNB-Nr.                         | Darabszám                       | Gyártó                          | Gyártási év                     | Jelleg                          | kkStB-Nr.                       | ČSD-Nr.                         | DR-Nr.                          |
| I, II                           | 1–6 (TK), 7–12                  | 12                              | Sigl/Wien                       | 1865–1874                       | 1Bn2                            | 123.01–06                       | 232.301                         | -                               |
| IIa                             | 13–20                           | 8                               | Floridsdorf, Bécsújhely         | 1889–1899                       | Cn2t                            | 103.01–08                       | 253.001–005                     | -                               |
| IIb                             | 131–133                         | 3                               | Bécsújhely                      | 1903/04                         | 2'C n2                          | 127.01–03                       | 353.001–003                     | -                               |
| IIc                             | 181–186                         | 6                               | BMMF                            | 1905–1908                       | 1Ch2                            | 128.01–06                       | 342.001–006                     | -                               |
| III                             | 21–26 (TK), 27–38               | 18                              | Sigl/Bécsújhely, Sigl/Wien      | 1865–1868                       | Cn2t                            | 147.01-13                       | 322.101–103                     | -                               |
| IV                              | 39–43 (TK)                      | 5                               | Sigl/Bécsújhely                 | 1872–1873                       | Cn2                             | 147.14–18                       | 322.104–107                     | -                               |
| V                               | 57–89                           | 33                              | Sigl/Bécsújhely, Bécsújhely     | 1871–1901                       | Cn2                             | 53.31–63                        | 323.101–113                     | -                               |
| Va                              | 151–156                         | 6                               | Bécsújhely                      | 1903–1908                       | Dn2                             | 74.01–06                        | 414.101–106                     | n.a.                            |
| VI                              | 91–103                          | 11+2                            | Krauss                          | 1882–1905                       | Cn2t                            | 362.01–13                       | 320.101–112                     | k.A.                            |
| VIa                             | 111–121                         | 11                              | Bécsújhely, BMMF                | 1896–1905                       | Cn2t                            | 162.05–12, 43–45                | 313.405–412, 432–433            | 98.1203–1228                    |
| VIb                             | 126–127                         | 2                               | BMMF                            | 1907                            | C1'n2t                          | 265.01–02                       | 312.701–702                     | 90.301–302                      |
| VII                             | 90                              | 1                               | Krauss/München                  | 1881                            | Cn2t                            | 96.07                           | -                               | -                               |

## Fordítás
Ez a szócikk részben vagy egészben  a   Böhmische Nordbahn című német Wikipédia-szócikk ezen változatának fordításán alapul.  Az eredeti cikk szerkesztőit annak laptörténete sorolja fel. Ez a jelzés csupán a megfogalmazás eredetét és a szerzői jogokat jelzi, nem szolgál a cikkben szereplő információk forrásmegjelöléseként.